# Валкиаярви (озеро, Лоймольское сельское поселение, южное)
Ва́лкиая́рви (Валкиа-ярви; фин. Valkeajärvi) — озеро на территории Лоймольского сельского поселения Суоярвского района Республики Карелия.

## Общие сведения
Площадь озера — 0,5 км². Располагается на высоте 79,0 метров над уровнем моря.
Форма озера лопастная, ближе к квадратной. Берега каменисто-песчаные.
Озеро Валкиаярви входит в проточную систему озёр:
- озеро Сюскюярви (69)
  - озеро Тювилампи (фин. Tyvilampi) (70)
    - озеро Маентакайнен (фин. Mäentakainen) (70)
      - озеро Полвиярви (фин. Polvijärvi) (79)

    - озёра Валкеаламмет (фин. Valkealammet)
      - озеро Валкеалампи (фин. Valkealampi) (75)
        - озеро Валкеалампи (фин. Valkealampi) (76)
          - озеро Валкиаярви (фин. Valkeajärvi) (79)

В озере расположены четыре небольшие острова без названия.
Населённые пункты возле озера отсутствуют. Ближайший — посёлок Леппясюрья — расположен в 13,5 км к северо-западу от озера.
Название озера переводится с финского языка как «белое озеро».
Код объекта в государственном водном реестре — 01040300211102000013667.